# Santana do Jacaré
Santana do Jacaré é um município brasileiro do estado de Minas Gerais. Sua população, conforme o censo do IBGE de 2022, era de 4 214 habitantes.

## História
Santana do Jacaré, antigo povoado do Mato do Jacaré do Tamanduá, foi formado entre 1750 e 1789. Consta no livro de "Tombos da Paróquia" que, em 1787, o capitão Manoel Ferreira de Almeida e sua esposa, moradores da fazenda da Barra do Amparo do Jacaré, doaram um terreno para a formação do patrimônio da capela e instalação do arraial. Obs: Conhecido também como Onça(apenas na região)
Conta-se também que Manoel Ferreira Carneiro, o Jangada, e quem teria sido, de fato, o fundador do arraial. O arraial se iniciou, provavelmente, como um pequeno pouso as margens do rio Jacaré. Em 1923, como distrito de Campo Belo, teve sua denominação mudada para Corredeira. No ano seguinte, a lei nº 860 devolveu-lhe a denominação de Santana do Jacaré. Em 1953, o município é criado.

## Geografia
Sua população no censo de 2010 era de 4.607 habitantes.

### Hidrografia
A cidade é banhada pelo Rio Jacaré, que contorna parte do município.
O rio nasce no município de Oliveira e deságua no Rio Grande entre os municípios de Perdões e Lavras.
Uma série de pequenos córregos que também banham a cidade desaguam no rio Jacaré, tornando-o maior, porém existem dragas para retirada de areia do fundo do rio que estão assoriando o rio e devastando a vegetação às suas margens.

### Rodovias
- MG-369
- MG-354

## Administração
- Prefeito: Renato Tirado Freire (2021/2024)
- Vice-prefeito: Mailson Melo Rodrigues
- Câmara de Vereadores: Lucas Eustáquio Paschoal Mendes; Moacir Miguel Benedito; Adelson Vilela de Rezende; Jorge Lucas Rodrigues Alvarenga; Wilson Ribeiro da Costa; Pedro Benedito Gonçalves; Lucas Cunha Lopes; Sandro Sebastião de Paulo; Tiago Aparecido da Silva